# It’s a Jungle Out There
It’s a Jungle Out There – utwór amerykańskiego piosenkarza i pianisty Randy’ego Newmana, który został napisany na potrzeby serialu Detektyw Monk, emitowanego przez USA Network.
W 2004 piosenka zapewniła autorowi nagrodę Emmy w kategorii „Najlepszy motyw muzyczny w serialu”.
Nowa wersja utworu znalazła się na płycie studyjnej Newmana pt. Dark Matter, wydanej w 2017.